# 西大平藩

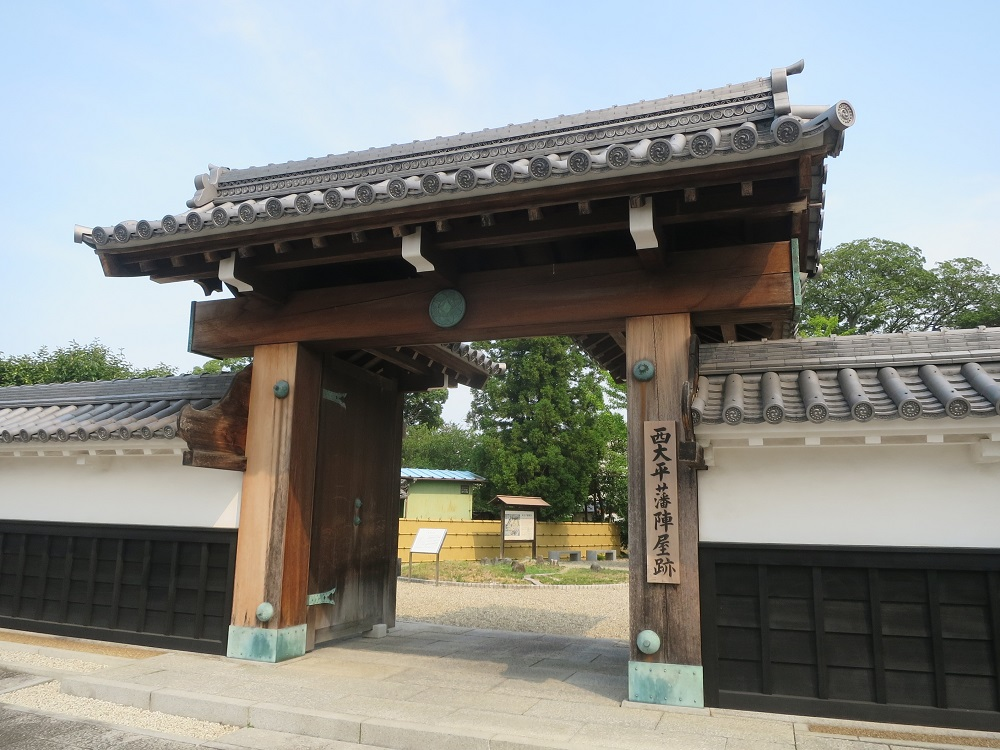
西大平藩陣屋跡（岡崎市大平町）

西大平藩（にしおおひらはん）は、現在の愛知県岡崎市大平町（三河国額田郡西大平）を治めた藩。藩庁は西大平陣屋。石高は1万石。

## 概要
大岡宗家当主で、第8代将軍徳川吉宗の信任を受け江戸南町奉行として享保の改革を実行した大岡忠相が、寺社奉行時代の寛延元年（1748年）、奏者番に就任し、それまでの功績により4000石の加増を受け、西大平1万石の大名となった。江戸時代を通じて、江戸町奉行から大名になったのは忠相のみである。以後、忠相の子孫が継いだ。
忠相時代の所領は本貫地である相模国高座郡大曲村（現在の神奈川県高座郡寒川町大曲）のほか関東各地に分散しており、晩年には所領統合を申し出ている。忠相は西大平を訪れることなく死去し、第3代藩主忠恒の頃には三河国への所領統合が完了する。藩主は江戸に居住し参勤交代をしない定府大名であり、西大平村に陣屋のみが設置された。
大岡家の本領である大曲村は相伝され、忠相をはじめ歴代藩主の墓は三河ではなく、現在の神奈川県茅ヶ崎市の浄見寺にある。

## 歴代藩主
大岡家
譜代 - 1万石
| 代 | 氏名                       | 院号   | 官位            | 在職期間                            | 享年 | 出身家       |
| -- | -------------------------- | ------ | --------------- | ----------------------------------- | ---- | ------------ |
| 1  | 大岡忠相 おおおか ただすけ | 松雲院 | 従五位下 越前守 | 寛延元年 - 宝暦元年 1748年 - 1751年 | 75   | 忠吉流       |
| 2  | 大岡忠宜 おおおか ただよし | -      | 従五位下 越前守 | 宝暦2年 - 明和3年 1752年 - 1766年   | 58   | 大岡宗家     |
| 3  | 大岡忠恒 おおおか ただつね | -      | 従五位下 能登守 | 明和3年 - 天明4年 1766年 - 1784年   | 36   | 大岡宗家     |
| 4  | 大岡忠與 おおおか ただとも | -      | 従五位下 越前守 | 天明4年 - 天明6年 1784年 - 1786年   | 32   | 信濃小笠原家 |
| 5  | 大岡忠移 おおおか ただより | -      | 従五位下 越前守 | 天明6年 - 文政11年 1786年 - 1828年  | 54   | 大岡宗家     |
| 6  | 大岡忠愛 おおおか ただよし | -      | 従五位下 越前守 | 文政11年 - 安政4年 1828年 - 1857年  | 51   | 大岡宗家     |
| 7  | 大岡忠敬 おおおか ただたか | -      | 従五位下 越前守 | 安政4年 - 明治2年 1857年 - 1869年   | 60   | 大岡宗家     |

## 西大平陣屋
西大平陣屋（にしおおひらじんや）は1748年（寛延元年）に築かれた岡崎市にあった陣屋である。現在跡地は陣屋跡広場として岡崎市教育委員会により暫定的に整備されている。管理は地元によって管理されているが、現在も整備途上である。高麗門と白壁がまず整備され、調査によって確認された井戸を中心に西大平藩の所領などを表した庭園が整備されている。2013年（平成25年）4月7日、家康行列が行われた日に「西大平藩陣屋跡」の看板が高麗門に設置された。
座標北緯34度56分26.5秒 東経137度11分46.4秒 / 北緯34.940694度 東経137.196222度

## 幕末の領地
- 三河国
  - 碧海郡のうち - 2村

乙尾村　248石6斗6合9升998・井ヶ谷村　793石8斗3合5升022		
- - 額田郡のうち - 12村

鬼沢村　185石1斗3合0升997・千万町村　65石7斗7合0升699・中金村　153石5斗5合0升003・桑谷村　303石6斗8合8升995・上衣文村　297石5斗2合9升999・大幡村　343石5斗3合6升987・西大平村　626石1斗0合4升980・大代村　172石1斗0合4升996・河辺村　63石0斗4合2升000・牧平村　144石9斗0合8升005・滝尻村　157石2斗2合9升996・淡淵村　75石8斗8合6升002		
- - 加茂郡のうち - 5村

明知村　1113石5斗5合3升955・三好村　2256石8斗4合4升971・黒笹村　146石8斗4合3升994・打越村　188石0斗4合6升997・宮口村　265石3斗5合8升002		
- - 宝飯郡のうち - 5村

西方村　371石9斗2合9升993・豊川村　487石2斗6合5升015・小田淵村　452石4斗3合2升007・大崎村　188石8斗9合7升003・足山田村　280石7斗9合9升011		
- 相模国
  - 高座郡のうち - 2村　明治維新後に、高座郡2村（旧旗本領）が加わった。

下大曲村　220石0斗0合0升000・堤村　437石2斗6合1升993		
- 上総国
  - 市原郡のうち - 3村（うち島野を菊間藩、不入斗を鶴牧藩、宮原を鶴舞藩と安房上総知県事の柴山文平に編入）

島野　232石8斗2合4升997・宮原　101石2斗7合3升003・不入斗　465石9斗4合2升108	